# 마르틴 안데르센 넥쇠

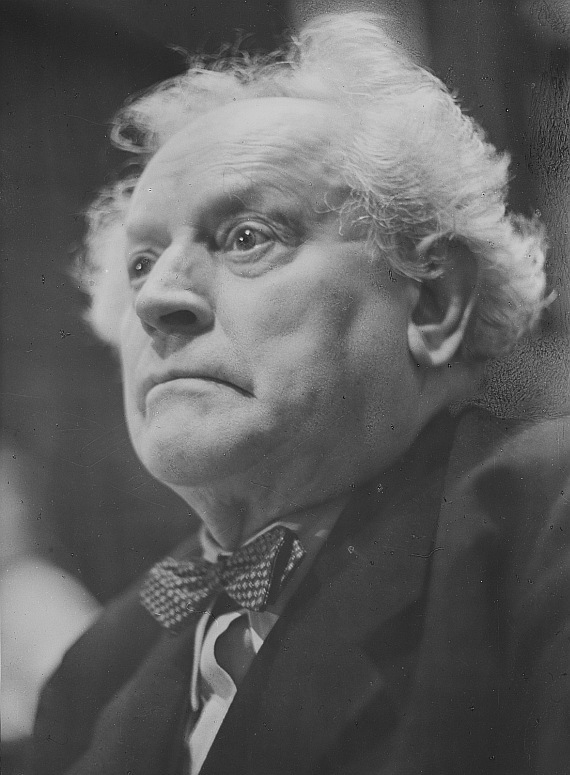
넥쇠. 리하르트 페터가 퐐영한 사진(1951년).

마르틴 안데르센 넥쇠(덴마크어: Martin Andersen Nexø, 1869년 6월 26일 ~ 1954년 6월 1일)는 덴마크의 소설가이다. 덴마크 최초의 사회주의 문학가로 꼽힌다.
보른홀름에서 이주해 온 포장공(鋪裝工)의 아들로서 코펜하겐의 빈민가 어느 싸구려 노동자 아파트에 태어났다. 여덟 살 때 가족들은 보른홀름에 되돌아갔고 아스코프 초고등학교에 가기 전에 양치기 또는 구둣방 견습공으로도 일했으며 이탈리아, 에스파냐에 휴양차 여행을 한 후 수년 동안 교사로 지내면서 작가활동을 시작했다. 덴마크 최초의 사회소설을 썼으며 그의 명성은 대개 다음의 두 소설 <승리자 펠레>(1906-10)와 <사람의 자식 디테>(1917-21)에 의하고 있다.
후자는 5부로 되어 있는데 프롤레타리아 소녀의 젖먹이 시절에서부터 죽을 때까지의 운명을 그린 작품이다. 디테는 농부의 아들과 가난한 어부의 딸과의 사이에서 태어난 사생아였다. 외가에서 양육되었는데 외할머니와는 아주 즐겁고 친근한 사이였다. 학교에 갈 나이가 되어서 개가(改嫁)한 어머니를 따라 의부(義父) 밑에서 어린 동생들의 뒤를 보아주기도 했지만 어머니는 무정한 여자였다. 의부는 마음이 맑고 사귐성이 많은 프롤레타리아였다. 그러나 결혼의 불행을 되씹는 어머니는 술에 취해 엉망이 되고 불규칙한 나날을 보낸다. 의부는 목을 매어 자살을 한다. 그리고 두 아들은 집을 나간다. 셋째아들 카르가 어머니의 학대로 몹시 고통을 받게 되자 디테는 어머니와 같은 애정으로 카르를 동정하고 마침내는 몸까지 맡기고 아이를 낳는다. 그러나 카르는 비겁하게도 그녀를 배반하고 만다. 할 수 없이 디테는 코펜하겐에서 남의 일을 도와 주면서 어린애를 키운다. 나중에는 자유노동자가 되고 여러 가지의 정사(情事)를 일으켜 또 다른 한 아이를 낳는다. 다시 기아(棄兒) 베타까지 도맡았으며 그 빈곤함은 말로 다할 수 없었다. 베타는 정거장 철도변에 있는 석탄을 훔치려다가 밤중에 교체되는 기차에 치어 죽어간다. 이를 본 노동자 역시 사람들의 동정을 받아 매장된다. 디테는 비탄(悲嘆)에 숨막혀 25살이라는 젊음으로 세상을 하직한다. 그녀의 시체 옆에는 어머니 슬하를 떠났던 카르가 있었다. 이와 같이 디테는 사회악 때문에 불행한 일생을 보낸 가련한 여성이었지만 그녀의 천성적인 정신은 그 많은 불행에도 불구하고 조금도 상처를 받지 않고 죽을 때까지 청초(淸楚)하였다.